# Fabiano Caruana
Fabiano Caruana (Miami, Florida, 1992. július 30. –) olasz-amerikai kettős állampolgár sakkozó, nemzetközi nagymester, sakkolimpiai bajnok (2016), négyszeres világbajnokjelölt (2016, 2018, 2021, 2022), világbajnoki döntős (2018), Olaszország négyszeres sakkbajnoka, az Amerikai Egyesült Államok bajnoka.
Olasz-amerikai kettős állampolgár, 2005-ig amerikaiként vett részt a gyerek és ifjúsági versenyeken, majd 2005–2015 között Olaszországot képviselte, 2015. június 25-től ismét hivatalosan az Amerikai Egyesült Államok színeiben versenyez. A nemzetközi nagymesteri címet 14 éves 11 hónapos és 20 napos korában szerezte meg, ezzel Olaszországban és az Amerikai Egyesült Államokban is minden idők legfiatalabb nagymesterének számított.
A FIDE 2017. áprilisi világranglistáján 2817 Élő-ponttal a klasszikus időbeosztású versenyzésben a 3. helyen állt. Eddigi legmagasabb pontszámát, 2844-et 2014. októberben érte el, amely a sakktörténet 3. legmagasabb pontszáma a világon. Legjobb világranglista-helyezését is ekkor érte el, amikor Magnus Carlsen mögött a 2. helyen állt.
2018-ban megnyerte a világbajnokjelöltek versenyét, és megmérkőzhetett a regnáló világbajnok Magnus Carlsennel. A világbajnoki páros mérkőzés 6–6-os döntetlennel zárult, így rájátszásra került sor. A négy rapidjátszmára tervezett rájátszásban az első hármat Magnus Carlsen nyerte, ezzel megvédte világbajnoki címét.

## Élete és sakkpályafutása

### Korai évei
Apja Lou Caruana, anyja Santina. Négyéves korában költöztek Miamiből New Yorkba, és ekkor már ismerte a sakklépéseket. Tehetségét  ötéves  korában fedezték fel. Az első hivatalos versenyére Polgár Zsuzsa sakkiskolájában (Susan Polgar Chess Center in Queens, New York) került sor. Hatéves korában kezdte el az intenzív tréningeket első edzőjével Bruce Pandolfinivel, de edzői között volt a magyar Benkő Pál is. Nyolc és tízéves kora között Miron Sher nagymester edzette. 2004-ben, 12 éves korában a szüleivel Madridba költöztek, ahol Boris Zlotnik nemzetközi mester volt a trénere, majd 2007-ben Budapestre költöztek, hogy a Magyarországon élő Csernyin Alexander nagymester foglalkozzon vele. 2010-ben a svájci Luganót választották lakhelyükül, ahol az év végétől kezdte el a közös munkát a FIDE mesteredző szovjet származású belga nagymesterrel Vlagyimir Csucselovval, aki többek között a holland sakkcsodagyerek Anish Giri edzője is volt.

### Első sikerei
Tízéves volt, amikor először győzött hivatalos versenyen egy nagymester ellen. Ezzel Amerikában ő tartja a rekordot. Két alkalommal nyerte meg a korosztályos pán-amerikai ifjúsági bajnokságot, és egy alkalommal ezüstérmet nyert. 2007-ben Budapesten, egy First Saturday versenyen teljesíti másodszor a nagymesteri normát, és egy évvel később a harmadik normateljesítésével, 14 éves korában lett nagymester, fiatalabb korában, mint Bobby Fischer, és az addigi amerikai csúcstartó Nakamura Hikaru.
2008-ban, 15 évesen 2696-os teljesítményértékkel nyerte meg a Corus sakktorna C-versenyét, majd rá egy évre a B-versenyt 2751-es teljesítményértékkel.

### A világ élvonalában
2009-ben először vesz részt a világkupán, ahol a 4. körig jut. 2011-ben megnyerte az Indiában, Új-Delhiben rendezett AAI nagymesterversenyt. 2012-ben a második helyen végzett a 74. Tata Steel sakkversenyen, megnyerte a Reykjavík Opent, és első helyen végzett a dortmundi szupertornán, miután a rájátszásban legyőzte Szergej Karjakint és holtversenyes első helyet szerzett a Grand Slam versenysorozat döntőjében Bilbaóban és Sao Paolóban.
2013-ban megnyerteSvájcban a Zurich Chess Challenge versenyt, Romániában a 7. King’s Tournament versenyt, és a FIDE Grand Prix versenysorozat párizsi versenyét.
2014-ben Saint Louisban, a hat résztvevős kétfordulós körmérkőzésen az első hét játszmát megnyerve,  10 játszmából 8,5 ponttal, 3 ponttal megelőzve a második helyen végző világbajnok Magnus Carlsent, a sakktörténet egyik legmagasabb teljesítményértékével 3098 ponttal nyerte meg a Sinquefield kupát. 2014-ben első helyen végzett a FIDE Grand Prix bakui versenyén, és a Grand Prix versenysorozat megnyerésével  kvalifikációt szerzett a világbajnokjelöltek versenyén való indulásra. A 2016. márciusban Moszkvában megrendezett világbajnokjelöltek versenyén a második helyen végzett. 2016. áprilisban megnyerte az Amerikai Egyesült Államok sakkbajnokságát.
A 2018-as világbajnokjelöltek versenyén magabiztos játékkal szerezte meg az első helyet, és kivívta a jogot, hogy a világbajnoki címért mérkőzhessen Magnus Carlsennel. A 12 játszmás világbajnoki döntőn 6–6 arányú eredményt ért el, és a rájátszásban szenvedett csak vereséget.

### Eredményei csapatban
2008–2014 között négy alkalommal szerepelt Olaszország válogatottjában az első táblán a sakkolimpiákon. 2016-ban az Amerikai Egyesült Államok csapatának 1. táblásaként 70%-os eredménnyel járult hozzá a csapat aranyérméhez. Emellett egyéniben a tábláján bronzérmet szerzett. A 2018-as sakkolimpián csapatban is és egyéniben is ezüstérmet szerzett.
2007 – 2013 között ugyancsak négy alkalommal szerepelt az olasz válogatottban a nemzeti sakkcsapatok Európa-bajnokságán.
A Klubcsapatok Európa-bajnokságán 2009–2011 között az ShSM-64 Moscow csapatával a legjobb eredményük a 2011-ben elért 5. helyezés volt; 2013-ban a SOCAR Baku csapatával bronzérmet nyert; 2014-ben a Guido Portuso Padova csapatának első táblásaként tábláján a mezőnyben a legjobb eredményt érte el.
Az orosz Premier ligában az ShSM-64 Moscow csapatával 2009-ben a 2. helyet szerzik meg, Caruana tábláján a mezőny legjobb pontszerzője; 2010-ben és 2011-ben aranyérmesek, 2012-ben bronzérmesek. Egyéniben 2009-ben és 2011-ben a legjobb eredményt érte el, míg 2010-ben és 2012-ben az egyéni bronzérmet szerezte meg.
2006–2010 között az olasz válogatott első táblásaként vett részt a MITROPA Kupa versenyen, ahol a csapat 2007-ben és 2009-ben ezüstérmet, 2010-ben aranyérmet nyert; egyéniben 2008-ban 2009-ben és 2010-ben is a legjobb pontszerző volt tábláján a mezőnyben.

## Versenyeredményei

### Sakkvilágkupák
Az ellenfeleknél zárójelben a kiemelés és az Élő-pontszám.
| Év   | Város            | Kiem. | Élő-p. | Eredmény    | Ellenfelek |
| ---- | ---------------- | ----- | ------ | ----------- | --- |
| 2009 | Hanti-Manszijszk | 50.   | 2652   | 4. kör      | Lázaro Bruzón (79., 2619) 1½–½ Leinier Domiguez (15., 2719) 4–2 Jevgenyij Alekszejev (18., 2715) 3½–2½ Vugar Gashimov (2., 2758) 1½–3½                         |
| 2011 | Hanti-Manszijszk | 24.   | 2711   | 3. kör      | Alekszej Pridorozsnyij (105., 2550) 1½–½ Jurij Drozdovszkij (88., 2614) 1½–½ Peter Szvidler (9., 2739) 1–3                                                     |
| 2013 | Tromsø           | 2.    | 2796   | Negyeddöntő | G. Akash (127., 2332) 1½–½ Jü Jang-ji (63., 2657) 1½–½ Vlagyimir Malahov (31., 2709) 3–1 Julio Granda (50., 2679) 2–0 Maxime Vachier-Lagrave (23., 2719) 1½–2½ |
| 2015 | Baku             | 3.    | 2808   | 4. kör      | Amir Zaibi (126., 2330) 2–0 Rauf Mamedov (67., 2651) 1½–½ Anton Kovalyov (94., 2616) 1½–½ Sahrijar Mamedjarov (19., 2735) ½–1½                                 |
| 2017 | Tbiliszi         | 3.    | 2807   | 3. kör      | Kenny Solomon (126., 2398) 2–0 Luka Lenič (66., 2646) 4–2 Javgenyij Najer (35., 2707) 1½–2½                                                                    |

### Grand Prix eredményei
Az egyes versenyeknél a szerzett Grand Prix-pontok lettek feltüntetve.
| Év      | 1. verseny | 2. verseny. | 3. verseny | 4. verseny | Összpont | Helyezés |
| ------- | ---------- | ----------- | ---------- | ---------- | -------- | -------- |
| 2012–13 | 80         | 100         | 125        | 155        | 380      | 3.       |
| 2014–15 | 155        | 75          | -          | 140        | 370      | 1.       |

### Világbajnokjelöltek versenye
| Év   | Város   | Élő-p. | Eredmény  | Helyezés |
| ---- | ------- | ------ | --------- | -------- |
| 2016 | Moszkva | 2794   | +2 =11 -1 | 2.       |
| 2018 | Berlin  | 2799   | +5 =8 -1  | 1.       |

### Jelentősebb nemzetközi versenyei
| Év   | Város          | Verseny                                | Eredmény | Hely.     |
| ---- | -------------- | -------------------------------------- | -------- | --------- |
| 2001 | Guaymallen     | U10 korosztályos Pán-Amerika bajnokság | 7½/9     | 2.        |
| 2002 | Villa Giardino | U10 korosztályos Pán-Amerika bajnokság | 8½ /9    | 1.        |
|      | Heraklion      | U10 korosztályos világbajnokság        | 8/11     | 4–8.      |
| 2003 | Bogotá         | U12 korosztályos Pán-Amerika bajnokság | 8/9      | 1.        |
| 2005 | Budapest       | First Saturday (FS05) IM               | 10/13    | 1.        |
|      | Budapest       | First Saturday (FS12) IM               | 8½/11    | 1.        |
| 2007 | Budapest       | First Saturday (FS03) GM               | 7½/11    | 1.        |
|      | Budapest       | First Saturday (FS04) GM               | 7/9      | 1.        |
|      | Porto Mannu    | Capo d’Orso Open                       | 7½/9     | 1–2.      |
|      | Arvier         | Az Európai Unió 3. sakkbajnoksága      | 7½/10    | 3–6. (4.) |
|      | Budapest       | First Saturday (FS07) GM               | 6/9      | 1.        |
|      | Trieszt        | Trieste Masters Open 2007              | 6½/9     | 2.        |
|      | Martina Franca | 67. olasz bajnokság                    | 9½/11    | 1.        |
| 2008 | Wijk aan Zee   | Corus C-verseny                        | 10/13    | 1.        |
|      | Cap d’Agde     | Trophee CCAS GpA                       | 5½/7     | 1.        |
|      | Martina Franca | 68. olasz bajnokság                    | 8/11     | 1.        |
| 2009 | Wijk aan Zee   | Corus B-verseny                        | 8½/13    | 1.        |
|      | Reggio Emilia  | 52nd It Reggio Emilia 2009 ITA         | 5½/9     | 3–4.      |
| 2010 | Biel           | Biel nemzetközi verseny                | 5½/9     | 1–3. (1.) |
|      | Siena          | 70. olasz bajnokság                    | 9/11     | 1.        |
| 2011 | Új-Delhi       | AAI nagymesterverseny                  | 7/10     | 1.        |
|      | Pojkovszkij    | 12. Karpov nemzetközi verseny          | 5/9      | 3.        |
|      | Perugia        | 71. olasz bajnokság                    | 10/11    | 1.        |
| 2012 | Wijk aan Zee   | 74. Tata Steel nemzetközi verseny      | 8/13     | 2–4.      |
|      | Moszkva        | 11. Aeroflot Open A-verseny            | 6/9      | 4–8.      |
|      | Malmö          | 20. Sigeman & Co. verseny              | 5½/7     | 1.        |
|      | Moszkva        | 7. Mihail Tal-emlékverseny             | 5/9      | 2–3.      |
|      | Dortmund       | 40. nagymesterverseny                  | 6/9      | 1–2.      |
|      | Reggio Emilia  | 54. nagymesterverseny                  | 5½/10    | 2–4.      |
| 2013 | Baden-Baden    | 1st GRENKE Chess Classic               | 6/10     | 2.        |
|      | Zürich         | Chess Challenge                        | 4/6      | 1.        |
|      | Moszkva        | 8. Mihail Tal-emlékverseny             | 5/9      | 3–5.      |
|      | Bukarest       | 7th King’s Tournament                  | 5/8      | 1.        |
|      | Shamkir        | Vugar Gashimov emlékverseny            | 5½/10    | 2.        |
|      | Dortmund       | 42. nagymesterverseny                  | 5½/7     | 1.        |
|      | Saint Louise   | 2. Sinquefield Kupa                    | 8½/10    | 1.        |
| 2015 | Baden-Baden    | 3. GRENKE Chess Classic                | 4/7      | 3–4.      |
|      | Shamkir        | Vugar Gashimov emlékverseny            | 5/9      | 3–4.      |
|      | Dortmund       | 43. nagymesterverseny                  | 5½/7     | 1.        |
| 2016 | Wijk aan Zee   | Tata Steel Masters                     | 8/13     | 2.        |
| 2017 | London         | London Chess Classic                   | 6/9      | 1.        |